# Little Henny
Little Henny är en by och en civil parish i Braintree i Essex i England. Orten har 48 invånare (2001).